# Кубок Испании по футболу 1947/1948
Кубок Испании по футболу 1947/48 — 44-й розыгрыш Кубка Испании по футболу выиграл «Севилья». Этот кубок стал третьим в истории команды. 
Соревнование прошло в период с 14 сентября 1947 по 4 июля 1948 года.

## Результаты матчей

### 1/4 финала
| Команда 1       | Итог | Команда 2   | 1-й матч | 2-й матч |
| --------------- | ---- | ----------- | -------- | -------- |
| Кастельон       | 1:8  | Севилья     | 1:1      | 0:7      |
| Эспаньол        | 4:2  | Реал Мурсия | 2:0      | 2:2      |
| Реал Сосьедад   | 3:2  | Валенсия    | 3:2      | 0:0      |
| Атлетико Мадрид | 6:7  | Сельта      | 5:5      | 1:2      |

### 1/2 финала
| Команда 1 | Итог | Команда 2     | 1-й матч | 2-й матч |
| --------- | ---- | ------------- | -------- | -------- |
| Севилья   | 7:2  | Реал Сосьедад | 7:1      | 0:1      |
| Эспаньол  | 3:3  | Сельта        | 1:1      | 2:2      |

- Дополнительный матч

| Команда 1 | Счёт | Команда 2 |
| --------- | ---- | --------- |
| Эспаньол  | 2–2  | Сельта    |
| Эспаньол  | 1–2  | Сельта    |

### 3 место
| 3 июля, 1948                 | \| Эспаньол \| 3:1 \| Реал Сосьедад \| \| Сегарра 51′ · Мунне 60′, 78′ \| Голы \| Гастон 76′ \| | Лэс Кортс, Барселона |
| Эспаньол                     | 3:1                                                                                             | Реал Сосьедад        |
| Сегарра 51′ · Мунне 60′, 78′ | Голы                                                                                            | Гастон 76′           |

### Финал
| 4 июля, 1948                     | \| Севилья \| 4:1 \| Сельта \| \| Мариано 18′, 49′, 73′ · Арса 65′ \| Голы \| Муньос 6′ \| | Чамартин, Мадрид |
| Севилья                          | 4:1                                                                                        | Сельта           |
| Мариано 18′, 49′, 73′ · Арса 65′ | Голы                                                                                       | Муньос 6′        |